# Чамбелла
Чамбелла (итал. ciambella), (итальянское произношение: [tʃamˈbɛlla]; мн. ч.: ciambelle) — итальянский десерт в форме кольца, имеющий региональные вариации ингредиентов и приготовления. Он может быть небольшого размера (как пончик) или иметь размер торта/кекса, в этом случае он представляет собой «ciambellone». В Романье пирог в форме буханки без отверстия по центру называется Ciambella romagnola.
Базовый вариант кекса можно приготовить из муки, разрыхлителя, соли, яиц, молока (или сливок), сахара, масла и ванильного ароматизатора. В качестве подсластителя иногда добавляют мёд. Чтобы создать легкую текстуру, сахар и яйца взбивают вместе, добавляют масло и молоко, непрерывно взбивая, пока смесь не станет пенистой. Затем к сухим ингредиентам добавляют просеянный разрыхлитель и муку и выпекают пирог в кольцеобразной форме.
Вместо растительного масла можно использовать сливочное масло, а в тесто можно добавить ягодный йогурт. Обычные ароматизаторы это лимон, апельсин, шоколад или какао, фундук и ваниль. Готовый пирог можно украсить сахарной пудрой, кедровыми орешками, кусочками поджаренного миндаля, абрикосовым желе или фисташками.

## Региональные варианты
Многие регионы зарегистрировали один или несколько видов чамбеллы в своем официальном списке традиционных пищевых продуктов, в том числе:

### Калабрия
- cuddrurieddru, сладкий жареный пончик из муки и отварного картофеля, который обычно готовят на Рождество.

### Кампания
- graffa, сладкий жареный пончик, приготовленный из муки и картофеля, покрытый сахарной пудрой, который лучше всего есть сразу после жарки, очень мягкий.

### Эмилия-Романья
- ciambella ferrarese, запеченный пончик из муки, сахара, яиц и сливочного масла. Первоначально пасхальное блюдо.

### Лацио
- ciambella a cancello, пончик замысловатой формы, с узорами, приготовленный с использованием аниса и местного вина.
- ciambella all'acqua, «пончик на воде», названный так потому, что его сначала варят в воде, а затем запекают.
- ciambella ellenese, небольшой пончик в форме узла, приготовленный с корицей и залитый розовой водой.

### Марке
- ciambella frastagliata, «зубчатый пончик», приготовленный из мистры (ликера со вкусом аниса) и большого количества яиц, который варят, сушат тканью, разрезают пополам и запекают до хрустящей корочки.
- ciambellone, обычно имеющий форму буханки хлеба, является традиционной сладостью Марки. В отличие от других видов, эта чамбелла имеет более твердую консистенцию, что позволяет начинять ее как ореховой пастой из какао, так и мармеладом[3].

## Легенда происхождения
По распространенному мнению, рецепт десерта создал Леоне Чамбелли, испанский кондитер, живущий в Мадриде. Он был всемирно известен своими тортами. 
Леоне часто участвовал в конкурсах кондитеров и благодаря своим изысканным тортам постоянно завоевывал новые награды. Вот почему он хранил каждый рецепт в тайне. Тем не менее, за день до одного из соревнований, в которых участвовал Чамбелли, его главный соперник украл его рецепт и послал своего маленького сына Освальдо испортить его торт. Освальдо сделал это, выгравировав в середине торта букву «О» в качестве инициала своего имени.
Увидев, что его торт испорчен, Леоне очень погрустнел, думая, что больше не сможет выиграть конкурс. Однако судьи были удивлены тортом с дыркой внутри и сочли десерт Леоне оригинальным. Поэтому он занял первое место, и в его память выпечку новой формы назвали «Чамбелла».

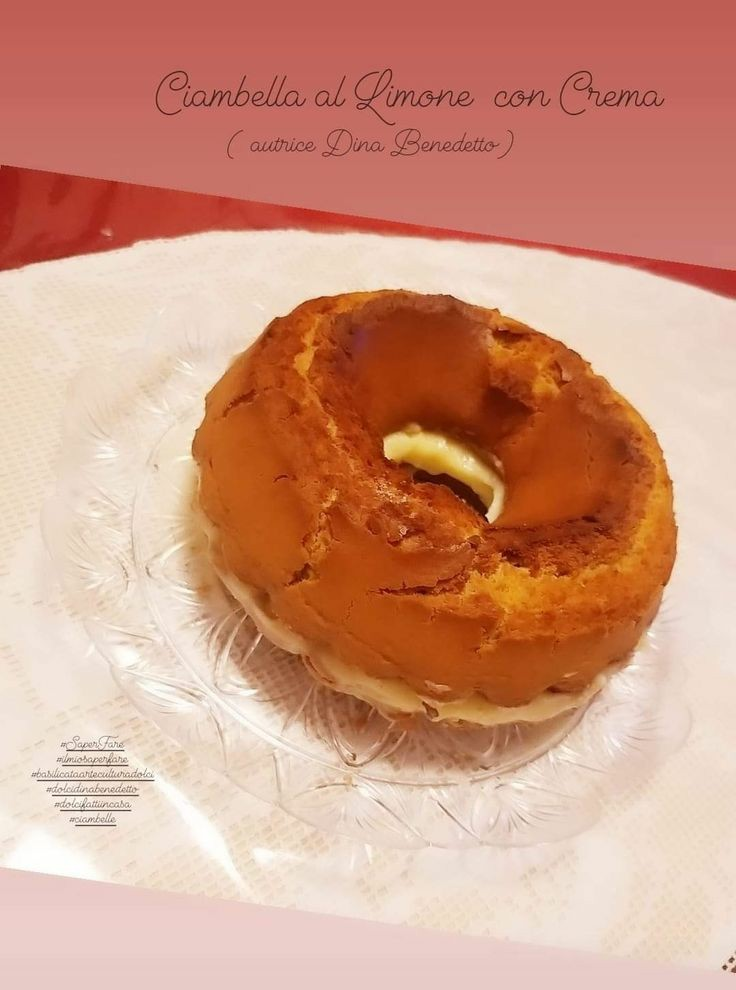
Лимонная чамбелла с кремом
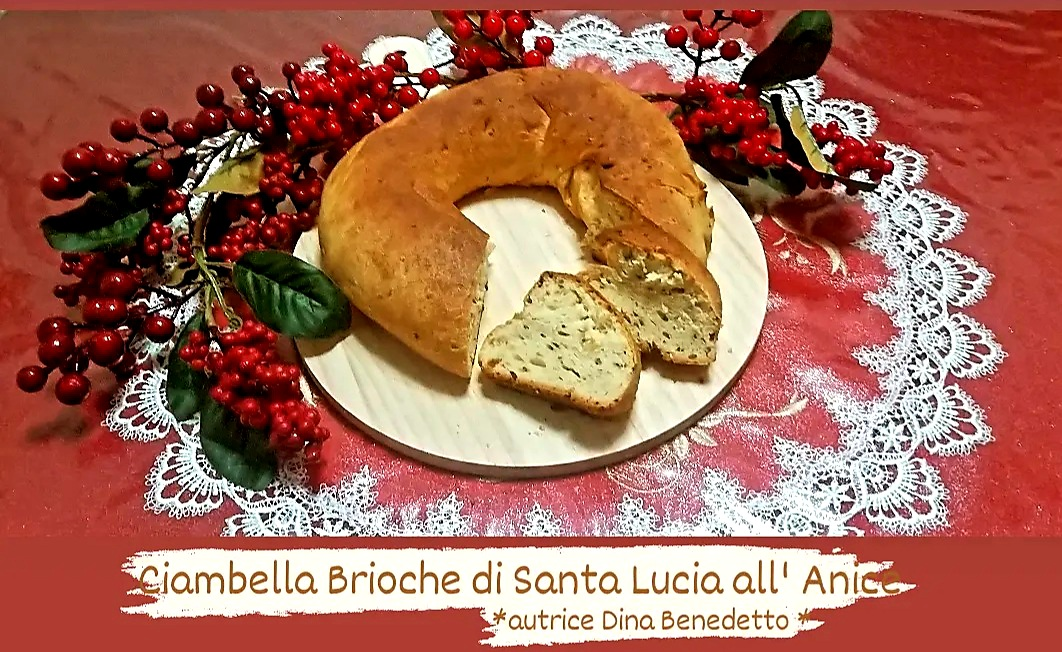
Чамбелла ди Санта Лючия с анисом
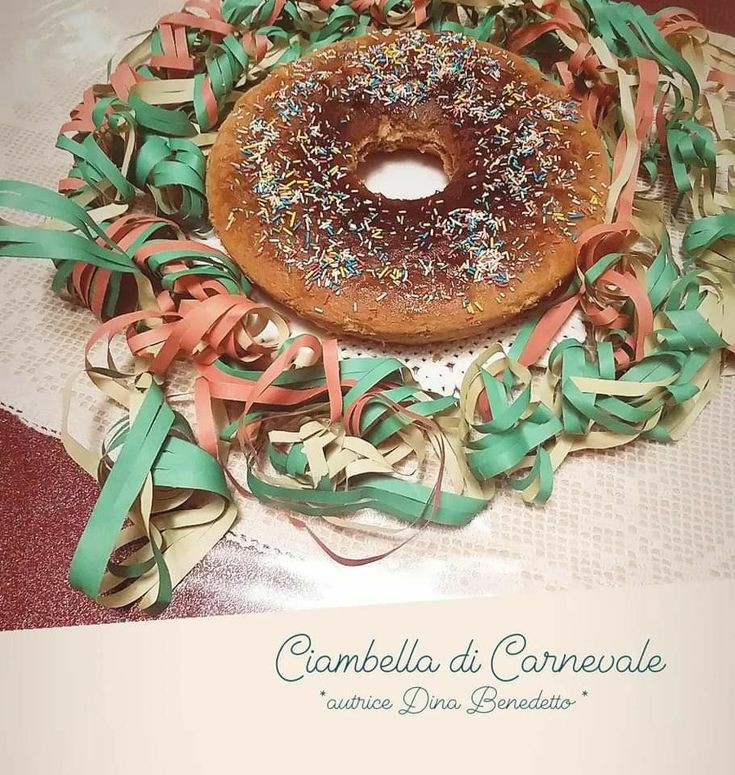
Карнавальная чамбелла
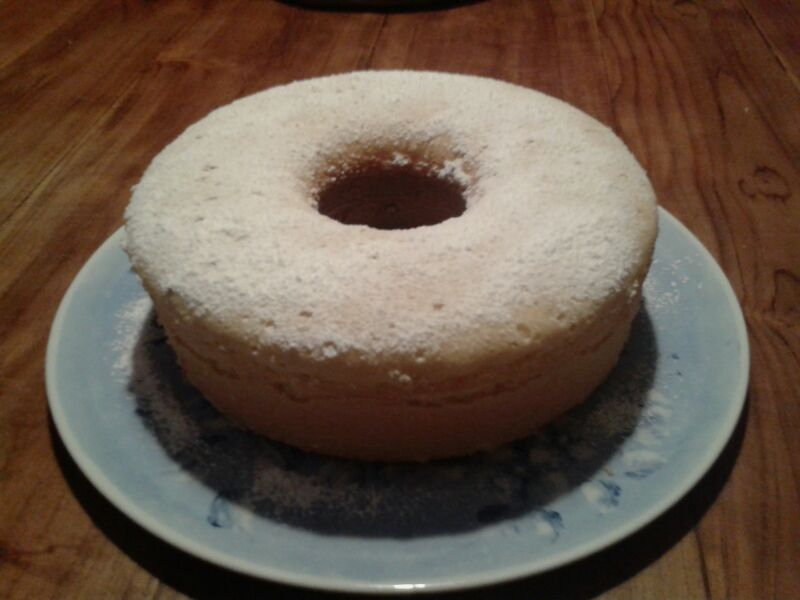
Чамбелла с йогуртом
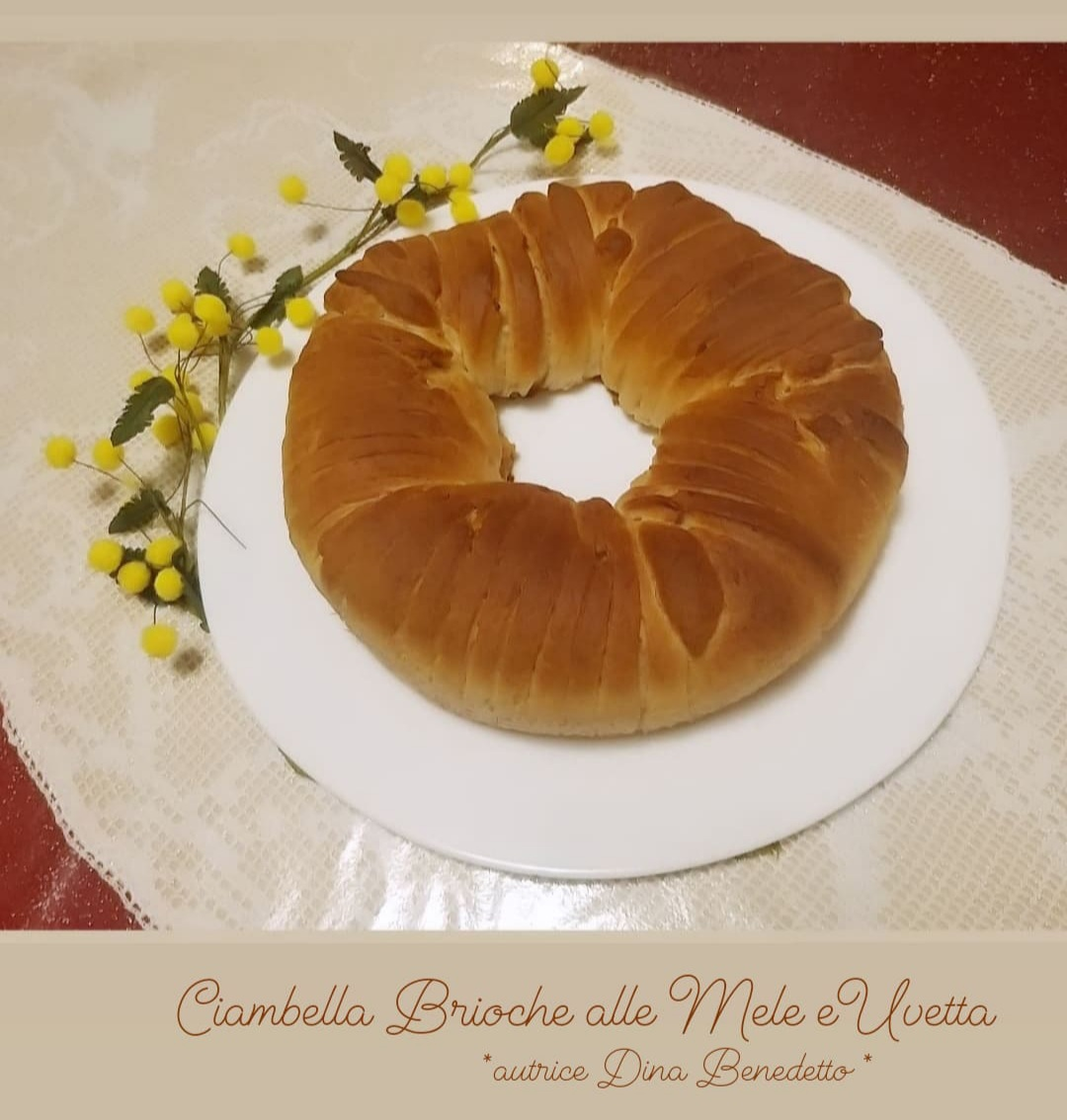
Чамбелла с яблоками и изюмом
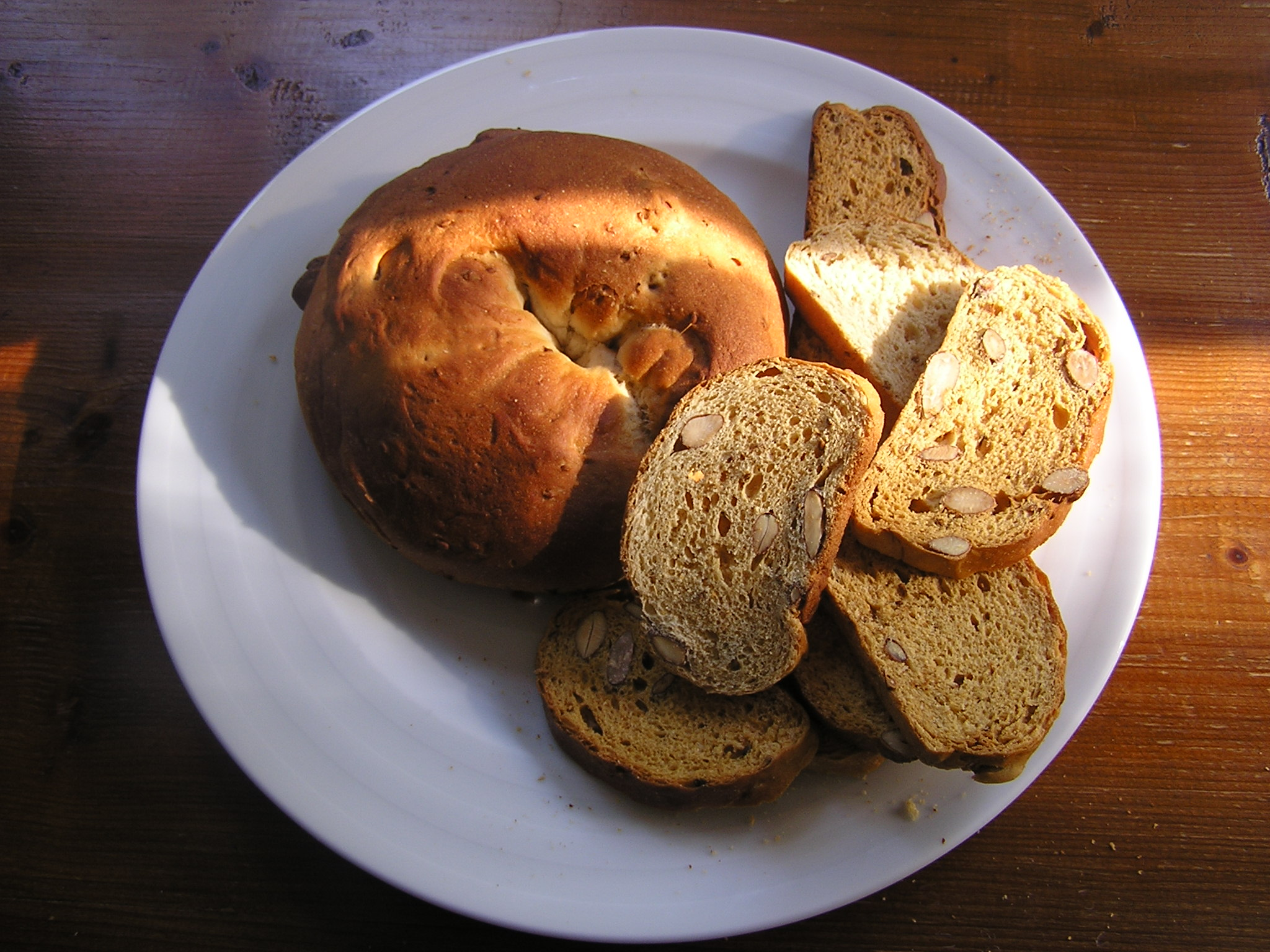
Чамбелла из Марки